# Grèce aux Jeux olympiques d'été de 1972
L'équipe olympique grecque participe aux Jeux olympiques d'été de 1972 à Munich. Elle y remporte deux médailles : deux en argent, se situant à la vingt-neuvième place des nations au tableau des médailles. Le sauteur à la perche Khristos Papanikolaou est le porte-drapeau d'une délégation grecque comptant 60 sportifs (58 hommes et 2 femmes).